# In Concert 2007
In Concert 2007 è un DVD live di Amy Winehouse. Questo DVD è stato registrato il 29 giugno 2007, a Belfort in Francia. Esso è composto da un DVD ed ha una durata totale di 53 minuti. Il DVD, pubblicato nel 2011, è stato definito uno dei migliori della carriera di Amy Winehouse, dopo I Told You I Was Trouble: Live in London, che si può definire il miglior lavoro live di Amy Winehouse.

## Tracce
1. Addicted
2. Just Friends
3. Tears dry On Their Own
4. He Can Only Hold Her
5. Back To Back
6. Wake Up Alone
7. Love Is Losing Game
8. Cupid
9. Hey Little Rich Girl
10. Monkey Man
11. Rehab
12. Valerie
13. You Know I'm No Good
14. Me & Mr Jones